# Шмеманы
Шмеманы (нем. Schmemann) — дворянский род.

## Происхождение и история рода
Потомство Александра Шмемана, крещёного еврея, купца 3-й гильдии из Тукума Курляндской губернии. Его сын Эдуард Александрович (1825—1919) — настройщик фортепьяно. Сын последнего — Николай Эдуардович (1850—1928) — российский юрист, сенатор, член Государственного совета..
Определениями Правительствующего Сената, по Департаменту Герольдии от 26 Апреля и 7 Июня 1912 года действительный тайный советник Николай Эдуардович Шмеман, с сыновьями его: надворным советником Андреем, лейтенантом Сергеем и Дмитрием (1893—1958), признан в потомственном Дворянстве, с правом на внесение в третью часть Дворянской родословной книги, по полученному им 1 января 1880 года ордену Св. Владимира четвёртой степени.
- Сыновья Дмитрия — протопресвитер Александр Шмеман (1921—1983) и Андрей Шмеман (1921—2008) — иподиакон Православной церкви, председатель Объединения кадет российских кадетских корпусов во Франции.
- Шмеман, Сергей Александрович (род. 1945) — американский журналист и писатель, сын Александра Шмемана.

## Описание герба
В лазуревом щите серебряное стропило, сопровождаемое внизу золотой звездой о пяти лучах.
На щите дворянский коронованный шлем. Нашлемник: возникающий червленый лев с таковой же короной на голове, держащий правой лапой пламенеющий меч с золотой рукоятью. Намёт на щите лазуревый, подложенный справа серебром, слева золотом.